# Azotek krzemu
Azotek krzemu (Si3N4) – nieorganiczny związek chemiczny, azotek pierwiastka krzemu na IV stopniu utlenienia.

## Właściwości
Azotek krzemu ma stosunkowo niską gęstość, bardzo dużą odporność termiczną i chemiczną oraz twardość.

## Zastosowania

### Elektronika
Azotek krzemu jest wykorzystywany jako izolator i bariera chemiczna – przewyższa on w tym zastosowaniu SiO2. Stanowi dobrą barierę dla czynników, przed którymi nie chroni SiO2, na przykład jonów Na+ i H+ (mających szkodliwy wpływ na stabilność przyrządów półprzewodnikowych).
Najczęściej wytwarza się warstwę Si3N4 metodami chemicznymi: przez rozpylanie katodowe lub osadzanie z fazy lotnej. Do wad należą: trudności związane z obróbką fotochemiczną tych warstw i gorsze właściwości elektrofizyczne obszaru granicznego -Si niż SiO2.

### Ceramika
Łożyska z ceramiki Si3N4 są stosowane w dyskach twardych.
Azotek krzemu jest składnikiem sialonu.